# Arnaut Vidal (auteur)
Arnaut Vidal est un poète occitan du XIVe siècle, originaire de Castelnaudary.

## Biographie
Il écrivit un roman en vers, Guilhem de la Barra en 1318.
Il a répondu à la lettre de la Sobregaya companhia dels VII trobadors de Tholoza, connu sous le nom de Consistori del Gay Saber (Consistoire du Gai Savoir), proposant la première compétition de la gaie science, ou de poésie, récompensé d'une violette d'or, proposé en novembre 1323. Il a été le premier lauréat, le 3 mai 1324, pour le sirventès dédié à la Vierge : « Mayres de Dieu, verges pura » et a été reçu docteur de la gaie science.

## Œuvres
- Le livre des aventures de monseigneur Guilhem de La Barra, édité et traduit par Gérard Gouiran, révision par Jean-Pierre Chambon, préface de Jean-Charles Huchet, H. Champion, 1997  (ISBN 2-85203-733-5) texte en ancien occitan et traduction française
- Guillaume de La Barre, roman d'aventures par Arnaut Vidal de Castelnaudary, publié pour la première fois d'après le manuscrit unique appartenant à Mgr le duc d'Aumale, par Paul Meyer, Firmin Didot et Cie, 1895 (lire en ligne)